# Laila tov
Laila tov (2023) je debutové sólové album zpěvačky a písničkářky Marie Puttnerové.
Album bylo uvedeno v pondělí 15. května 2023 v kulturním centru Vzlet v Praze.

## Seznam písní
1. Martine
2. Píseň o domově
3. Krajinou
4. Milá
5. Hajů
6. Laila tov
7. Pozdrav
8. Chandra
9. Baroneta Prášila